# Onthophagus parapedisequus
Onthophagus parapedisequus là một loài bọ cánh cứng trong họ Bọ hung (Scarabaeidae).